# Aviadvigatel PS-90
L’Aviadvigatel PS-90 est un turboréacteur à double flux commercial russe à fort taux de dilution, taré à 157 kN de poussée. Il équipe des avions de ligne ou de transport tels que les Iliouchine Il-76 et Il-96, ainsi que les appareils des séries Tupolev Tu-204/Tu-214.
Le moteur est produit par la compagnie motoriste russe Aviadvigatel, qui est la successeure du bureau de conception soviétique Soloviev. « PS » sont les initiales de Pavel Aleksandrovitch Soloviev (en russe : Павел Алеќсандрович Соловьёв).
En 2010, on dénombrait environ 300 exemplaires assemblés de ce moteur. Il a ensuite été utilisé comme base pour la conception du plus moderne PD-14 et de ses dérivés.

## Conception et développement

### Besoin de modernité dans la flotte commerciale russe
Avec l'arrivée d'une nouvelle génération d'avions de ligne russes, le constructeur Aviadvigatel développa le PS-90, afin de satisfaire aux besoins d'économie, de performance et de faibles rejets polluants. Il représenta un énorme bond en avant par rapport aux anciennes générations de moteurs soviétiques, qui dataient des années 1960. Le PS-90 possédait quasiment deux fois l'efficacité de ces moteurs conçus en plein cœur de la guerre froide, et pouvait raisonnablement se poser comme un concurrent sérieux des moteurs occidentaux des années 1980, tel le Pratt & Whitney PW2000.
Les tests sur banc du PS-90A, de 16 000 kgp de poussée, ont commencé en 1983, suivis par des tests en vol sur un Il-76LL en 1987.

### Caractéristiques de conception
Le PS-90 incorporait beaucoup d'innovations, pour un moteur russe, et disposait de nombreuses avancées technologiques inédites :
- Conception à fort taux de dilution, pour un fonctionnement économique ;
- Échappement intégré avec le mélangeur d'échappement, pour une bonne efficacité ;
- Traitement acoustique du canal d'échappement, pour la réduction du bruit produit ;
- Système de contrôle pleine autorité FADEC ;
- Longue durée de vie, basée sur une maintenance adaptée ;
- Conception modulaire, pour faciliter les opérations de maintenance .

Le moteur a été certifié en 1992 et est ensuite entré en service.

## Versions

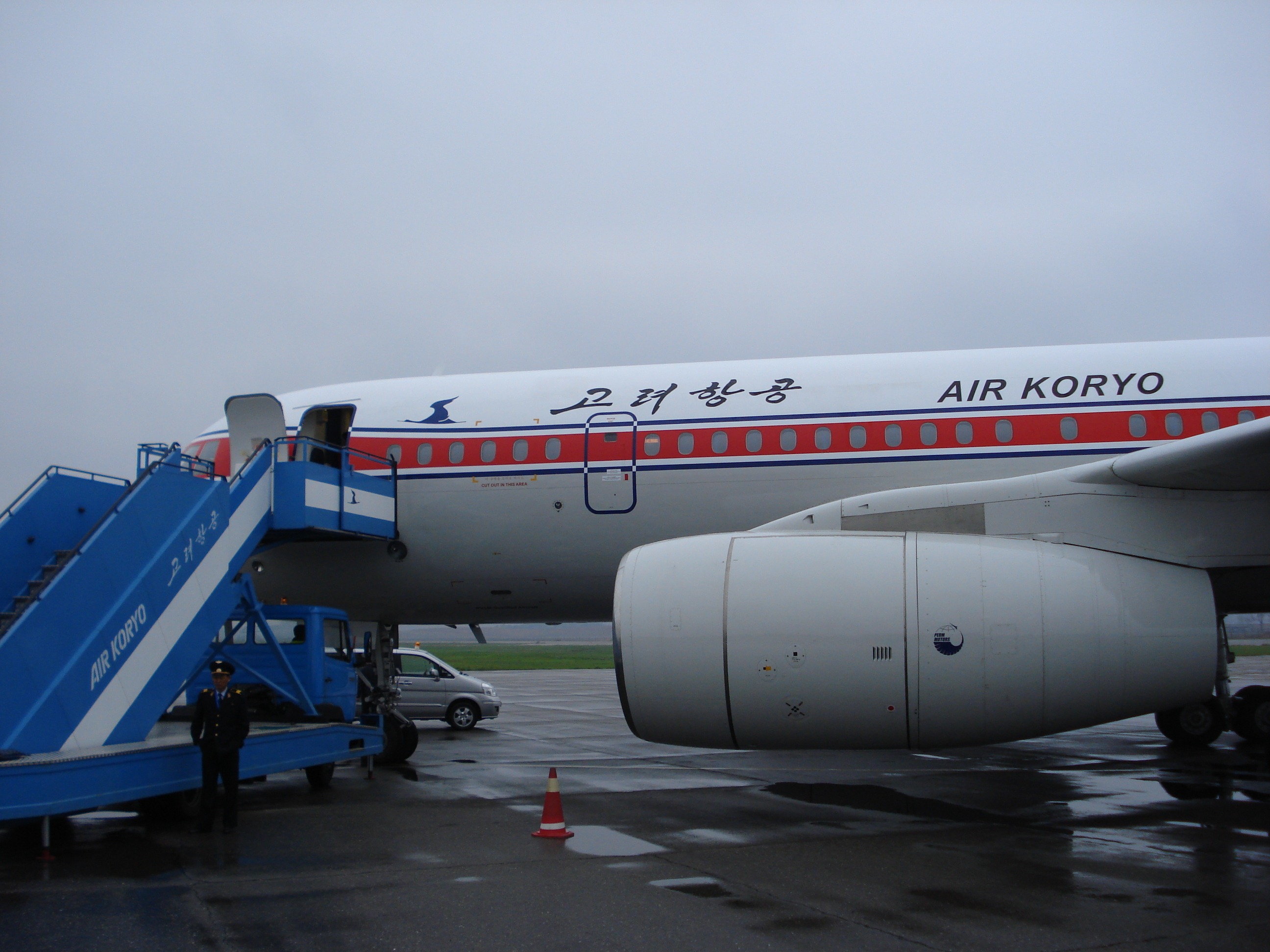
Un Tu-204-300 d'Air Koryo.

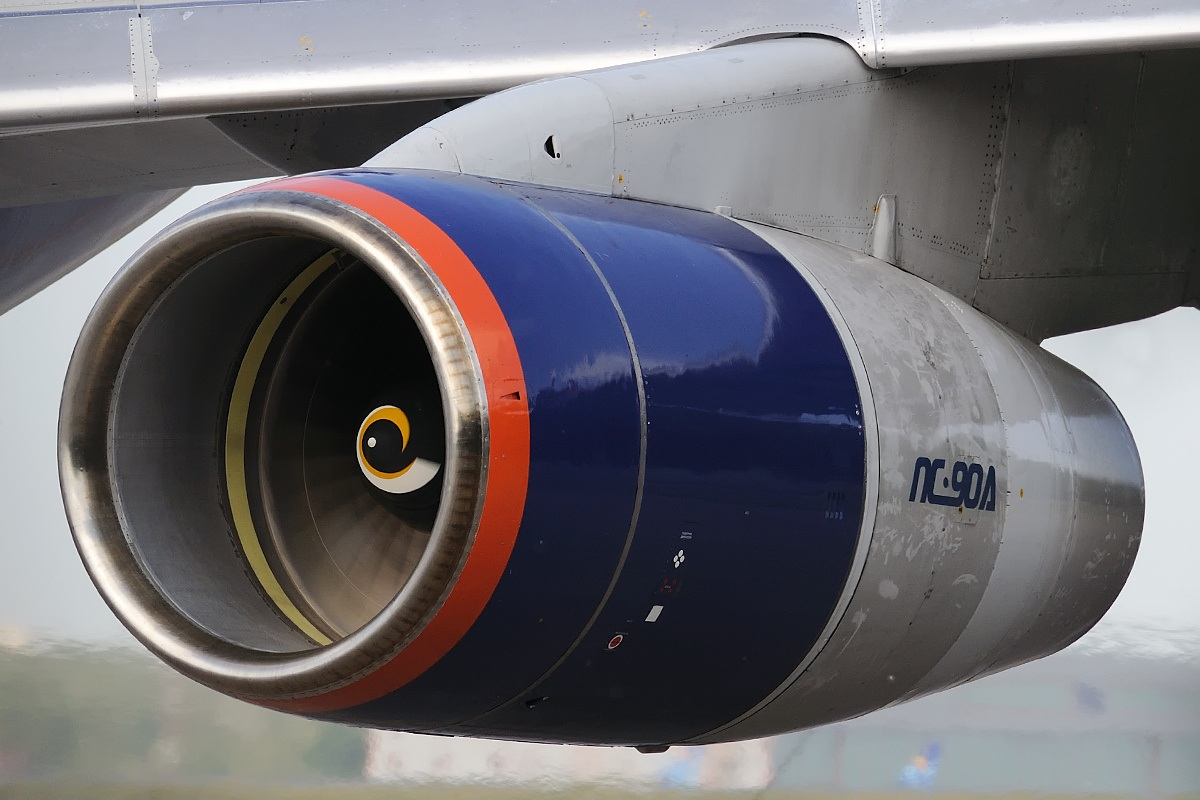
Un PS-90 installé sur un Iliouchine Il-96.

Il existe plusieurs versions de ce moteur : La version PS-90A de base, le PS-90A-76, et les versions PS-90A améliorées, incluant les PS-90A1, PS-90A2, PS-90A-42 et PS-90A3.

### PS-90A
Le PS-90A est la version initiale du moteur, et est la dotation standard de l'Iliouchine Il-96-300, du Tupolev Tu-204-100 et du Tu-214. Pour la première fois, il permettait aux avions de ligne russes d'accomplir des performances et des économies similaires à celles de ses contreparties occidentales. Le PS-90A est taré à une poussée nominale de 157 kN, soit 13,3 % de moins que le Rolls-Royce RB211-535E4 (qui est également proposé sur le Tu-204), et la consommation est 8,2 % inférieure à celle du moteur britannique.

### PS-90A-76
Cette version est une modification du PS-90A de base. Il est taré à une poussée nominale de 157 kN.
En remplaçant le Soloviev D-30KP sur les Il-76 âgés, la durée de service de ces avions peut être étendue. La consommation de carburant, ainsi que la performance, sont grandement améliorées, alors que la pollution sonore est diminuée pour être en accord avec les nouvelles règles strictes en la matière. Avec la large flotte d'Il-76 civils et militaires toujours en utilisation, un marché potentiel important existe pour ce moteur de remplacement. Un exemple d'une telle version modifiée est l'Il-76MD-90. Le PS-90A-76 est le moteur standard sur les nouvelles versions produites de l'Il-76, telles que les Il-76MD-90A et Il-76F.

### PS-90A1
Cette version est aussi une modification du PS-90A de base. Elle a été certifiée en 2007 et est désormais proposée comme option pour l'Il-96-400T.

### PS-90A2
Le PS-90A2 est un dérivé avancé du PS-90A, développé en coopération avec Pratt & Whitney. Il contient une importante part de composants occidentaux, provenant de France, d'Allemagne, de Suède et des États-Unis. Il est également plus léger que le PS-90A et intègre un FADEC évolué. Ces caractéristiques améliorent la performance et réduisent les coûts de maintenance de 40 %. La consommation de carburant est en accord avec celle des moteurs occidentaux contemporains, et ses niveaux de bruit sont même en-dessous des nécessités réglementaires actuelles. Le PS-90A2 est le premier moteur russe à être certifié ETOPS-180 minutes. Il est proposé dans les avions nouvellement construits et est totalement interchangeable avec le PS-90A, permettant alors de simples mises à jour sur les avions de ligne déjà existants.
Il a la même poussée nominale que le PS-90A, de 157 kN. Il est aussi capable de produire 176 kN de poussée. L'implication future des Américains dans le développement du moteur a été mise en doute après des tentatives non désirées de bloquer la vente de moteurs PS-90A2 à un important client iranien.

### PS-90A-42
Ce moteur est une version du PS-90A2 prévue pour l'avion amphibie de recherche et sauvetage Beriev Be-42.

### PS-90A3
D'après le constructeur, le PS-90A3 est une modification du PS-90A2. Il a été certifié en janvier 2011 et était prévu pour propulser le Tu-204SM. Aucune source ne permet de confirmer si oui ou non les éléments européens et américains du PS-90A2 sont toujours présents ou s'ils ont été remplacés par des modèles russes. Si les composants américains ont toutefois été remplacés, ce moteur pourrait donc enfin être installé sur les Tu-204SM commandés par Iran Air et ses subsidiaires.